# Marie-Madeleine Postel
Pour les articles homonymes, voir Postel et Sainte Marie-Madeleine.
Marie-Madeleine Postel, née Julie Françoise-Catherine (au village de la Bretonne à Barfleur, 28 novembre 1756 - Saint-Sauveur-le-Vicomte, 16 juillet 1846) est une religieuse fondatrice de la congrégation des Sœurs des Écoles chrétiennes de la Miséricorde en 1807 et reconnue sainte par l'Église catholique.

## Biographie
Fille d'un cordier de Barfleur, elle est envoyée chez les bénédictines de Valognes, puis revient en 1776 dans sa ville natale ouvrir une école dans sa maison pour enfants pauvres.
Durant la Révolution, elle cache des prêtres réfractaires avant leur passage en Angleterre et organise des messes clandestines, et entre en religion sous le nom de sœur Marie-Madeleine. Le calme revenu, elle cherche à créer une communauté en direction de la jeunesse pauvre et fonde, en 1807, la congrégation des Sœurs des Écoles chrétiennes de la Miséricorde. La congrégation s’installe successivement à Octeville-l'Avenel, Valognes et Tamerville, avant de trouver en 1832 dans la vieille abbaye bénédictine de Saint-Sauveur-le-Vicomte, datant du XIe siècle, que les sœurs relève de la ruine, sa demeure définitive. À sa mort, la bienheureuse sœur Placide Viel lui succède. Elle a également ouvert un pensionnat de jeunes filles à Cherbourg.
Béatifiée en 1908, canonisée le 24 mai 1925, on la fête le 16 juillet.

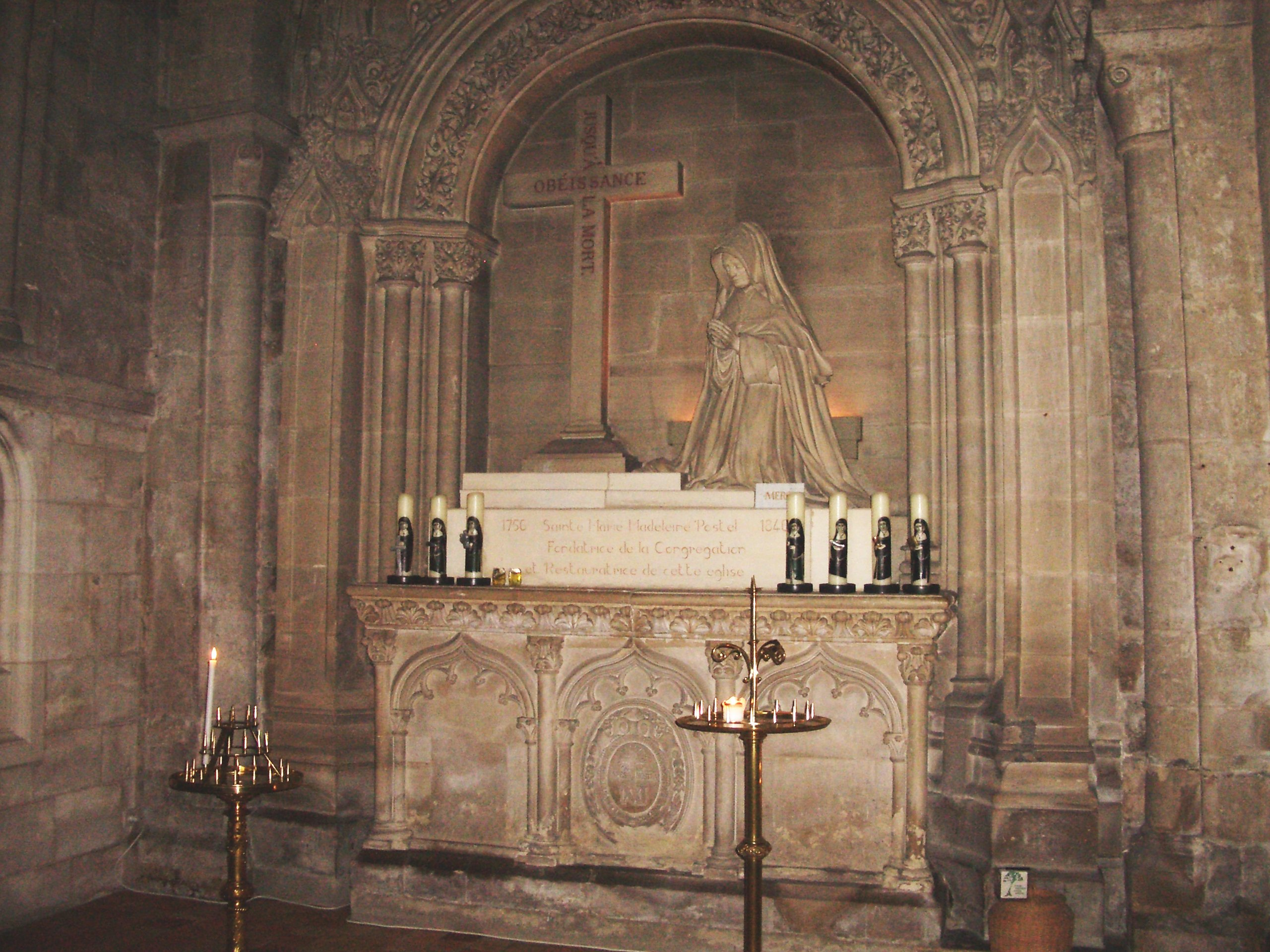
Tombeau de Marie-Madeleine Postel, abbaye de Saint-Sauveur-le-Vicomte.

Un triduum est organisé les 4, 5 et 6 août 1925 à Saint-Sauveur-le-Vicomte pour fêter sa canonisation.

## Marie-Madeleine Postel en postérité
Précédant sa béatification, on construisit une chapelle néogothique, la chapelle de la Bretonne à Barfleur, dans la dernière décennie du XIXe siècle.
Sa maison natale, du XVIIe siècle, où elle passa trente ans de sa vie, est ouverte à la visite.